# Fara v Javorníku
Fara v Javorníku se nachází na ulici Puškinova č. p. 12 v okrese Jeseník. Fara byla zapsána do seznamu kulturních památek ČR. Patří ke kostelu Nejsvětější Trojice a užívá ji Římskokatolická farnost Javorník ve Slezsku.

## Historie
Stavba barokní fary začala dne 18. listopadu 1721. V roce 1825 budovu téměř zničil požár, zachovalo jen jádro s mázhausem. Obnova budovy zahájená v roce 1826 byla ukončena v roce 1828. Její součástí bylo rozšíření do dvora a o stavbu školy, která stávala vedle fary a při požáru byla také zničena. O klasicistní obnovu fary se zasloužil biskup Emanuel von Schimonsky, jak je uvedeno na pamětní desce.
V třicátých letech 20. století fara prošla modernizací. V roce 1990 byly provedeny vnitřní úpravy. Byla restaurována pamětní deska a biskupský znak nad hlavním vchodem.

## Popis
Fara je jednopatrová nárožní stavba členěná devíti okenními osami v hlavní fasádě a šesti okenními osami v dvorní fasádě. Je postavena ze smíšeného zdiva a omítnuta brizolitovou omítkou. Fasáda je členěna po celé délce přízemí lichými arkádami a podnoží, přízemí a patro dělí kordonová římsa, v patře hlavní římsa. Hlavní průčelí má v mělkých výklencích osm pravoúhlých obdélných oken. Výklenky jsou propojeny mezi archivoltami, takže vytvářejí dojem slepých arkád. Nad pravoúhlým vstupem je v tympanonu vsazena oválná deska s nápisem.

### Nápis v tympanonu s trojitýmchronogramem
hoC aeVI spatIVM / paroChIae strVXerat aeDes
haC Ingens VoLVCerqVe sIMVL
DeICerat IgnIs / eManVeL praesVL CIneres
ConstrVXIt In arDes

## Interiér
Budova má podélnou dispozici s třemi podélnými a příčnými trakty. Ve střední ose je mázhaus s valenou klenbou s výsečemi, v uličním traktu je ukončen klenebním pasem, vstupy mají segmentový záklenek. Obdélné místnosti na levé a pravé straně mázhausu mají valené klenby, které jsou dělené obloukovými pasy.

## Galerie

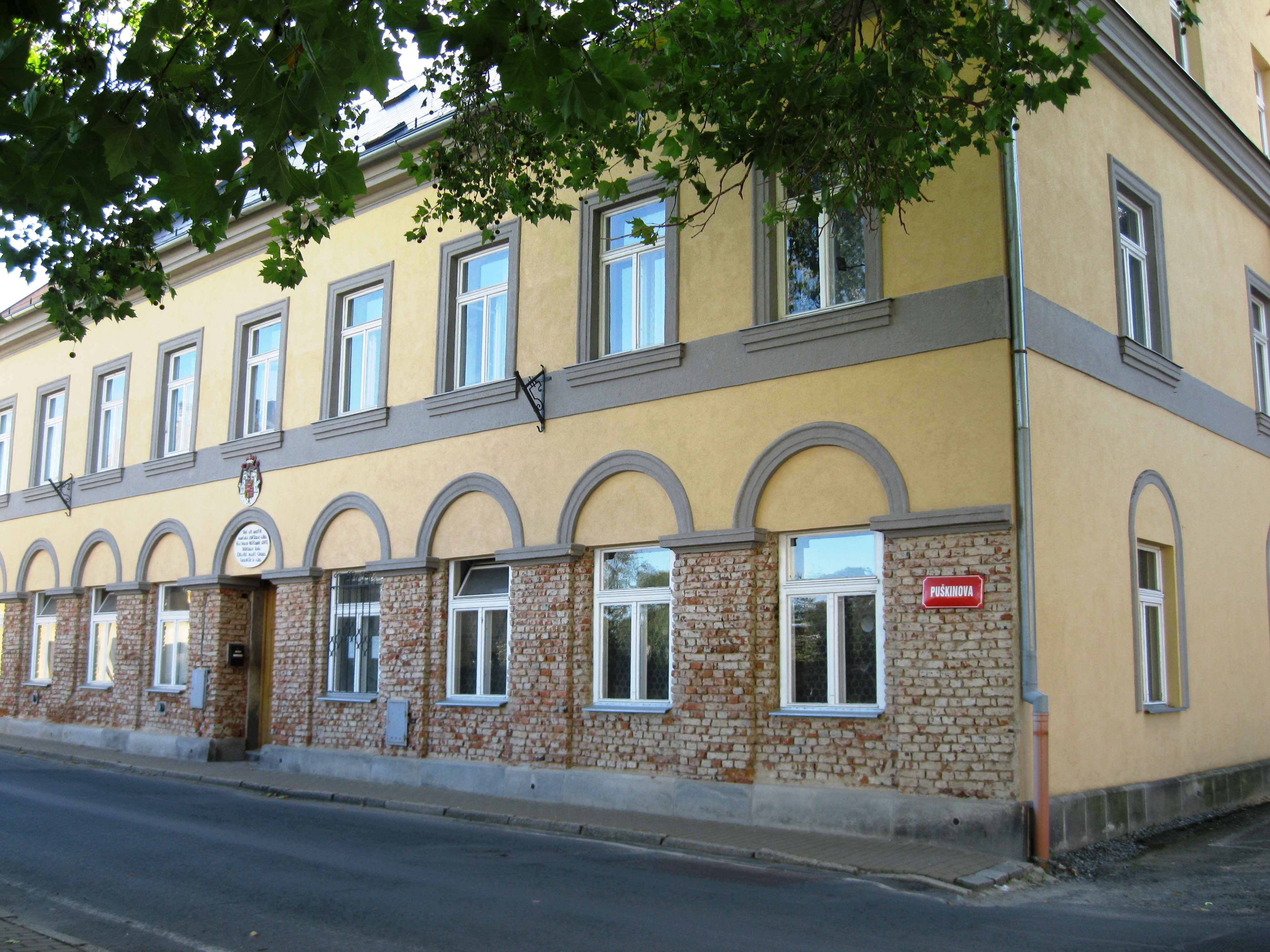
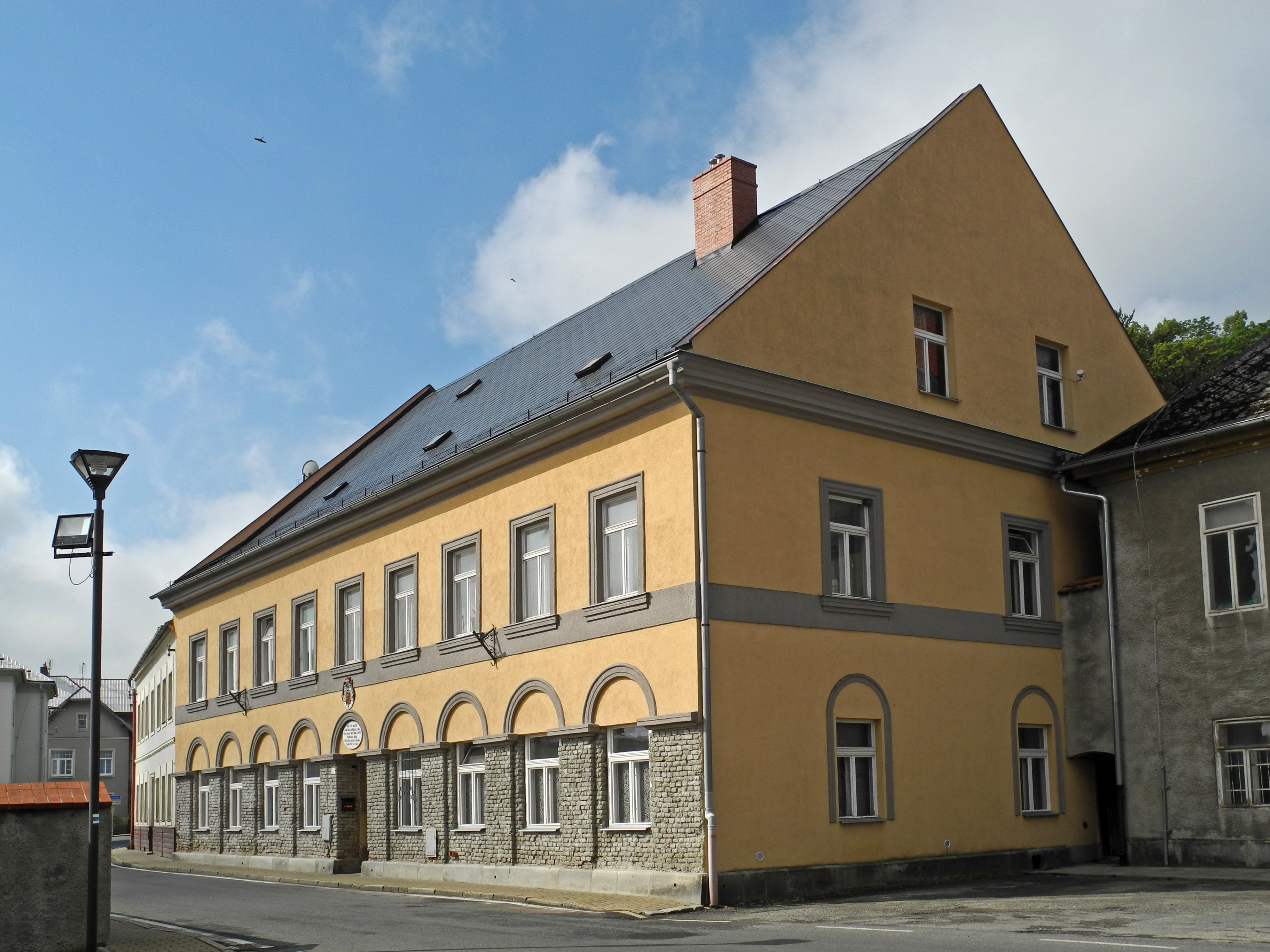
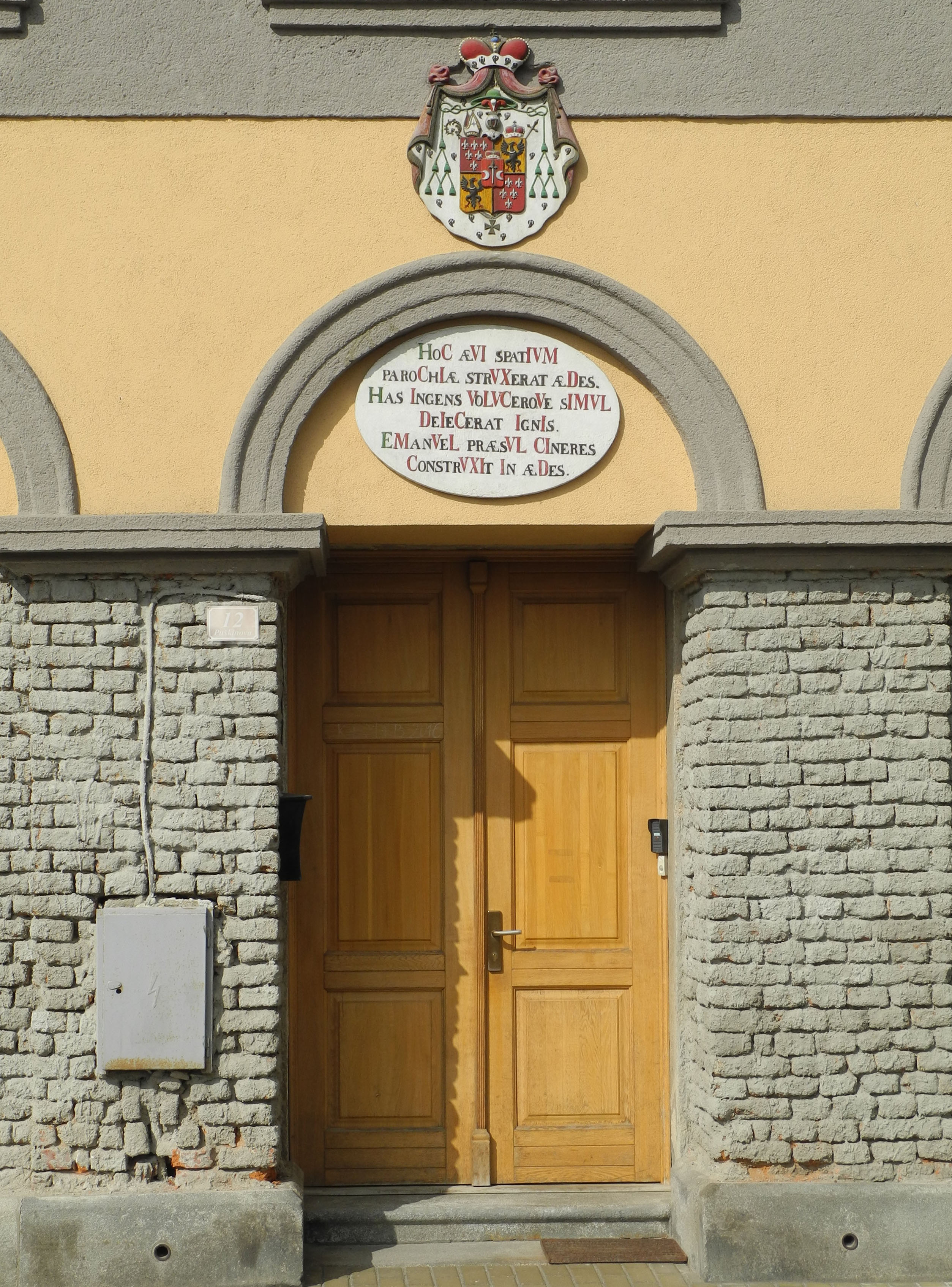